# おニャン子クラブ SINGLESコンプリート
『おニャン子クラブ SINGLESコンプリート』（おニャンこクラブ シングルズコンプリート）は、おニャン子クラブのベスト・アルバム。2007年7月18日発売。発売元はポニーキャニオン。

## 解説
ポニーキャニオンから単独でシリーズ化されている『SINGLESコンプリート』の1作で、1985年のデビュー曲「セーラー服を脱がさないで」（1985.7.5）から1980年代のラスト・シングル「ウェディングドレス」（1987.8.21）まで、全9枚のシングルEPA面・B面曲を完全収録したベストアルバム。加えて、2000年代にリリースした「ショーミキゲン」（2002.11.20）もアルバムに初収録された。
ほか、ファーストアルバム『KICK OFF』（1985.9.21）収録の「真赤な自転車」、3パターンの「会員番号の唄」にライブ・アルバム『おニャン子Sailing夢工場'87LIVE』（1987.6.3）収録の「新・新会員番号の唄」ライヴ録音版もボーナス・トラックとして追加収録されている。
会員メンバーからは、新田恵利・高井麻巳子・ゆうゆ・生稲晃子・斉藤満喜子・うしろゆびさされ組（高井・ゆうゆ）＋うしろ髪ひかれ隊（工藤静香・生稲・斉藤）の "SINGLESコンプリート" も発売されている。また、2001年から2003年頃には、"SINGLESコンプリート" の前身とも言える、『MYこれ!』という廉価盤シリーズも制作されており、おニャン子クラブ編『MYこれ!クション おニャン子クラブBEST』も2001年12月5日にリリースされた。

## 収録曲

### Disc 1
1. セーラー服を脱がさないで
  - 作詞: 秋元康、作曲・編曲: 佐藤準
2. 早すぎる世代
  - 作詞: 秋元康、作曲・編曲: 佐藤準
3. およしになってねTEACHER
  - 作詞: 秋元康、作曲・編曲: 佐藤準
4. テディベアの頃 -少女の香り-
  - 作詞: 秋元康、作曲・編曲: 佐藤準
5. じゃあね
  - 作詞: 秋元康、作曲: 高橋研、編曲: 佐藤準
6. アレレレ
  - 作詞: 秋元康、作曲・編曲: 佐藤準
7. おっとCHIKAN!
  - 作詞: 秋元康、作曲: 長沢ヒロ、編曲: 山川恵津子
8. 思い出美人
  - 作詞: 秋元康、作曲: 土屋昌巳、編曲: 山川恵津子
9. お先に失礼
  - 作詞: 秋元康、作曲・編曲: 後藤次利
10. プリントの夏
  - 作詞: 秋元康、作曲・編曲: 佐藤準
11. 恋はくえすちょん
  - 作詞: 秋元康、作曲・編曲: 見岳章
12. あんみつ大作戦
  - 作詞: 秋元康、作曲: 長沢ヒロ、編曲: 山川恵津子
13. NO MORE 恋愛ごっこ
  - 作詞: 秋元康、作曲・編曲: 後藤次利
14. あなただけおやすみなさい
  - 作詞: 秋元康、作曲: 高橋研、編曲: 佐藤準
15. かたつむりサンバ
  - 作詞: 秋元康、作曲・編曲: 後藤次利
16. めしべとおしべ
  - 作詞: 秋元康、作曲・編曲: 後藤次利
17. ウェディングドレス
  - 作詞: 秋元康、作曲: 高橋研、編曲: 佐藤準
18. 私をよろしく
  - 作詞: 秋元康、作曲・編曲: 後藤次利

### Disc 2
1. ショーミキゲン
  - 作詞: 秋元康、作曲・編曲: 増本直樹
2. 同級生
  - 作詞: 秋元康、作曲・編曲: 増本直樹
3. 真赤な自転車
  - 作詞: 秋元康、作曲: 高橋研、編曲: 佐藤準
4. 会員番号の唄
  - 作詞: 秋元康、作曲・編曲: 見岳章
5. 新・会員番号の唄
  - 作詞: 遠藤察男、作曲・編曲: 見岳章
6. 新・新会員番号の唄
  - 作詞: 遠藤察男、作曲・編曲: 見岳章
7. 新・新会員番号の唄 （Live Version）
  - 作詞: 遠藤察男、作曲: 見岳章、編曲: ONYANKO BAND

## 関連作品
- おニャン子クラブ大全集 for HiQualityCD 上・下巻 限定CD-BOX
- MYこれ!クション おニャン子クラブBEST
- 「新田恵利」SINGLES コンプリート
- 「高井麻巳子」SINGLESコンプリート
- 「うしろゆびさされ組+うしろ髪ひかれ隊」SINGLESコンプリート